# The Telegraph (Calcutta)
The Telegraph est un quotidien indien de langue anglaise fondé à Calcutta le 7 juillet 1982. Il est publié par ABP Group (en) et concurrence le Times of India pour le titre de journal le plus diffusé dans l'est de l'Inde.
Selon le Bureau des diffusions (en), en 2008 sa diffusion était de 484 971 exemplaires. Il est le quatrième quotidien anglophone le plus lu en Inde (après le Times of India, l’Hindustan Times et The Hindu) avec un lectorat de 1 275 000 personnes selon l’Indian Readership Survey (enquête de lectorat indien) 2012.
Quoique publié dans l'est de l'Inde, The Telegraph est notable pour sa couverture de la totalité de la politique étrangère de l'Inde et ses reportages consacrés au nord-est du pays. Il est aussi publié à Guwahati et Jorhat (pour tout le Nord-Est indien), à Siliguri (pour le Nord-Bengale et le Sikkim), à Patna, Jamshedpur et Ranchi (pour le Jharkhand) et à Bhubaneswar (pour l'Odisha). Il existe six éditions, celle de Calcutta, celle du Sud-Bengale, celle du Nord-Bengale, celle du Nort-Est, celle du Jharkhand et celle de l'Odhisha.

## Histoire
The Telegraph a été fondé le 7 juillet 1982 par M. J. Akbar (en), avec l'aide d'Edwin Taylor, responsable de la maquette du Sunday Times de Londres. Considéré comme le premier quotidien indien moderne, le journal est devenu en une trentaine d'années le quotidien de langue anglaise le plus consulté dans l'est de l'Inde.
The Telegraph est publié par ABG Group (en) (Ananda Bazar Patrika), un important groupe de médias de Calcutta qui publie aussi le quotidien en bengali Anandabazar Patrika (en) depuis 1922. Ce groupe publie aussi des magazines en bengali ou en anglais comme Anandamela (en), Unish-Kuri (en), Sananda (en), Anandalok (en), Desh magazine (en), The Telegraph in Schools et Career. Businessworld (en), appartenant à l'origine au groupe ABG, a été vendu à Anurag Batra, du groupe Exchange4Media, et Vikram Jhunjhunwala, un banquier d'affaires, pour un montant non divulgué.
Dans ses titres, The Telegraph utilise le nom « Calcutta » plutôt que l'officiel « Kolkata ».

## Personnalités duTelegraph
- Dr Ashok S Ganguly, président actuel
- Aveek Sarkar (en), rédacteur en chef des publications d'ABG Group.
- Dipankar Das Purkayastha, MD & CEO
- Githa Hariharan, auteur et éditorialiste
- Swapan Dasgupta (en), éditorialiste
- Ramachandra Guha, éditorialiste et écrivain
- Sunanda K. Datta-Ray (en), éditorialiste
- Suhani Pittie (en), éditorialiste
- Rudrangshu Mukherjee (en), rédacteur, responsable du contenu éditorial et de la section littérature du journal.
- Khushwant Singh (1915-2014), écrivain : son billet hebdomadaire « With Malice towards One and All (en) » était publié chaque vendredi.

## Suppléments
L'édition du dimanche, vendue 5 roupies au lieu de 2,5, comporte un magazine en couleurs de 32 pages, Graphiti, consacré aux loisirs, à l'art, à la technologie, etc.